# 64 (عدد)
64 (أربعة وستون) هو عدد طبيعي يلي العدد 63 ويسبق العدد 65.